# Підстановка
Підстановка — довільна функція з однієї скінченної множини в іншу: {\displaystyle \;f:X\to \;Y}. Часто {\displaystyle \;X=Y}, якщо ж при цьому {\displaystyle \;f} — бієкція, то {\displaystyle \;f} називають перестановкою.

## Підстановка змінної в лямбда-численні
В λ-численні, підстановка визначається структурною індукцією.  Для деяких об'єктів {\displaystyle P}, {\displaystyle Q} та деякої змінної {\displaystyle x} результат зміни деякого вільного входження {\displaystyle x} в {\displaystyle Q} вважається підстановкою та визначається індукцією по створенню {\displaystyle Q}:
1. базис: {\displaystyle \ Q\equiv x}: об'єкт {\displaystyle Q} є самий як змінна  {\displaystyle x}. Тоді {\displaystyle [P/x]x\equiv P};
2. базис: {\displaystyle \ Q\equiv c}: об'єкт {\displaystyle Q} є самий як константа {\displaystyle c}. Тоді {\displaystyle [P/x]c\equiv c} для деяких атомарних {\displaystyle c\not \equiv x};
3. крок: {\displaystyle Q\equiv (Q_{1}\,Q_{2})}: об'єкт {\displaystyle Q} неатомарний і має вигляд аплікації  {\displaystyle (Q_{1}\,Q_{2})}. Тоді {\displaystyle [P/x](Q_{1}\,Q_{2})\equiv ([P/x]Q_{1})([P/x]Q_{2})};
4. крок: {\displaystyle \ Q\equiv \lambda x.M}: об'єкт {\displaystyle Q} неатомарний та є  {\displaystyle x}-абстракцією {\displaystyle \lambda x.M}. Тоді [{\displaystyle P/x](\lambda x.M)\equiv \lambda x.M};
5. крок: {\displaystyle \ Q\equiv \lambda y.M}:  об'єкт  {\displaystyle Q} неатомарний та є  {\displaystyle y}-абстракцією  {\displaystyle \lambda y.M}, причому {\displaystyle y\not \equiv x}. Тоді:
{\displaystyle [P/x](\lambda y.M)\equiv (\lambda y.[P/x]M)} для {\displaystyle y\not \equiv x} та {\displaystyle y\notin P} або {\displaystyle x\notin M};
{\displaystyle (\lambda z.[P/x][z/y]M)} для {\displaystyle y\not \equiv x} та {\displaystyle y\in P} та {\displaystyle x\in M}.